# Mendizabals Eckschild-Prachtkäfer

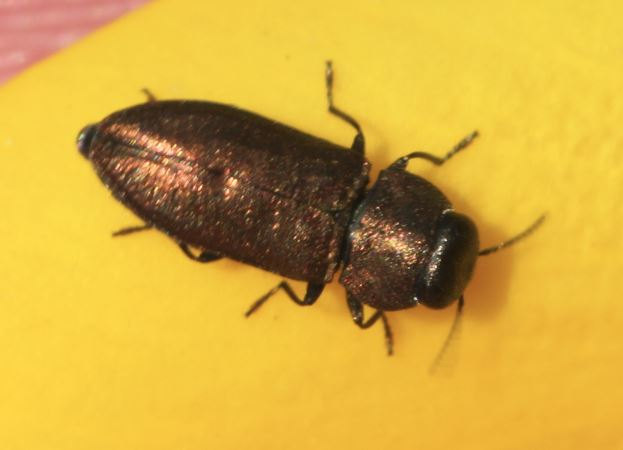
Anthaxia mendizabali auf einer Besenginster-Blüte

Mendizabals Eckschild-Prachtkäfer (Anthaxia mendizabali) ist ein Käfer aus der Familie der Prachtkäfer (Buprestidae).

## Merkmale
Die Prachtkäfer besitzen die für die Gattung Anthaxia typische Körperform. Sie erreichen Längen von bis zu 6 mm und sind bronzefarben. Die hinteren Tibien der Männchen weisen im basalen Drittel auf der Innenseite kleine Zähnchen auf.

## Verbreitung
Die Art ist im Mittelmeerraum weit verbreitet. Das Vorkommen reicht von der Iberischen Halbinsel im Westen bis nach Kleinasien und den Nahen Osten (Syrien) im Osten. In Nordafrika ist die Art in Marokko, Algerien und Tunesien vertreten. Nach Norden reicht das Verbreitungsgebiet von Anthaxia mendizabali über Frankreich und die Schweiz bis nach Deutschland und Luxemburg. In Deutschland ist die Prachtkäfer-Art sehr selten. Sie kommt dort hauptsächlich in den wärmebegünstigten Regionen Südwest-Deutschlands vor.

## Lebensweise
Die Imagines erscheinen im Frühjahr. Am häufigsten beobachtet man sie Ende Mai. Die Käfer halten sich meist an den Blüten ihrer Wirtspflanzen auf. Zu diesen zählen Besenginster (Cytisus scoparius) und Pfriemenginster (Spartium junceum). Die Larven entwickeln sich in trockenen Ästen ihrer Wirtspflanzen.